# Sophie Keller
Sophie Helene Henriette Keller (Copenaghen, 14 novembre 1850 – Copenaghen, 1º maggio 1929) è stata un soprano danese.

## Biografia
Figlia del compositore Henrik Rung e del soprano Frederikke Charlotte Pauline Lichtenstein, nacque a Copenaghen nel 1850. Dopo aver preso le prime lezioni di canto dal padre, si perfezionò a Milano con Francesco Lamperti e a Firenze con Pietro Romani.
Nel 1969 esordì al Teatro reale danese come Agathe ne Il franco cacciatore. Cantò come soprano e mezzosoprano a Copenaghen fino al 1995. Il suo repertorio annoverava i ruoli di Aida, Senta ne L'olandese volante, Donna Anna e Donna Elvira in Don Giovanni, Leonora ne Il trovatore, Leonore nel Fidelio, la Contessa ne Le nozze di Figaro, Sieglinde ne La Valchiria ed Elsa nel Lohengrin. Nel 1888 fondò la Kjøbenhavns Sang- og Musikkonservatorium for Damer insieme a Fanny Gætje. Nel 1894 fu insignita del titolo di Kongelig Kammersanger e l'anno dopo fondò il Privat kvindelig Koncertforening. Insegnante prolifica, annoverò tra i suoi studenti Elisabeth Dons.
Nel 1877 sposò l'avvocato Emil Xharles Thorvald Keller, da cui ebbe il figlio Paul Sophus Christian Henrik Rung-Keller, un compositore. Morì nella natia Copenaghen nel 1929 all'etò di settantotto anni.